# Snehvid fluesvamp
Snehvid fluesvamp (Amanita virosa) vokser i løvskove på næringsrig jordbund, hyppigst under bøg.

## Kendetegn
Snehvid fluesvamp er rent hvid overalt, har tydelig ring på stokken en knold, og  en skede, der omslutter knolden.  Skeden er en rest af det svøb, som har omsluttet svampens frugtlegeme, da den var spæd. 

### Hat
Hatten er 5-10 cm i diameter, klokkeformet, på ældre eksemplarer udbredt. 

### Lameller
Lamellerne er hvide, tætte og skarpe.

### Stok
Stokken er hvid, høj og slank, men udmunder i den kraftige knold, der er omsluttet af en skede. Den har en tydelig, let flosset eller trævlet ring

### Lugt og smag
Lugten er let vammel, især hos ældre eksemplarer. Smagen angives som mild.

## Virkning
Snehvid fluesvamp er dødeligt giftig og har i Danmark forårsaget enkelte dødsfald som følge af indtagelse i svamperetter. Den indeholder bl.a. amatoxion. Amatoxinerne optages i vitale organer, bl.a. leveren. Giftene kan ikke fjernes ved kogning, tørring eller kemisk behandling.

## Symptomer
Symptomerne er angiveligt opkastning, diarré og voldsomme mavesmerter. Hvis den forgiftede søger hospital og behandles inden 12-24 timer er der gode muligheder for at redde livet.  De vitale organer kan dog have lidt skade.

## Forveksling
Kan af mindre kyndige forveksles med hvide champignoner, som dog ikke har rent hvide lameller. 